# Stylopallene longicauda
Stylopallene longicauda là một loài nhện biển trong họ Callipallenidae. Loài này thuộc chi Stylopallene. Stylopallene longicauda được miêu tả khoa học năm 1973 bởi Stock.